# Stein von Hilpoltstein

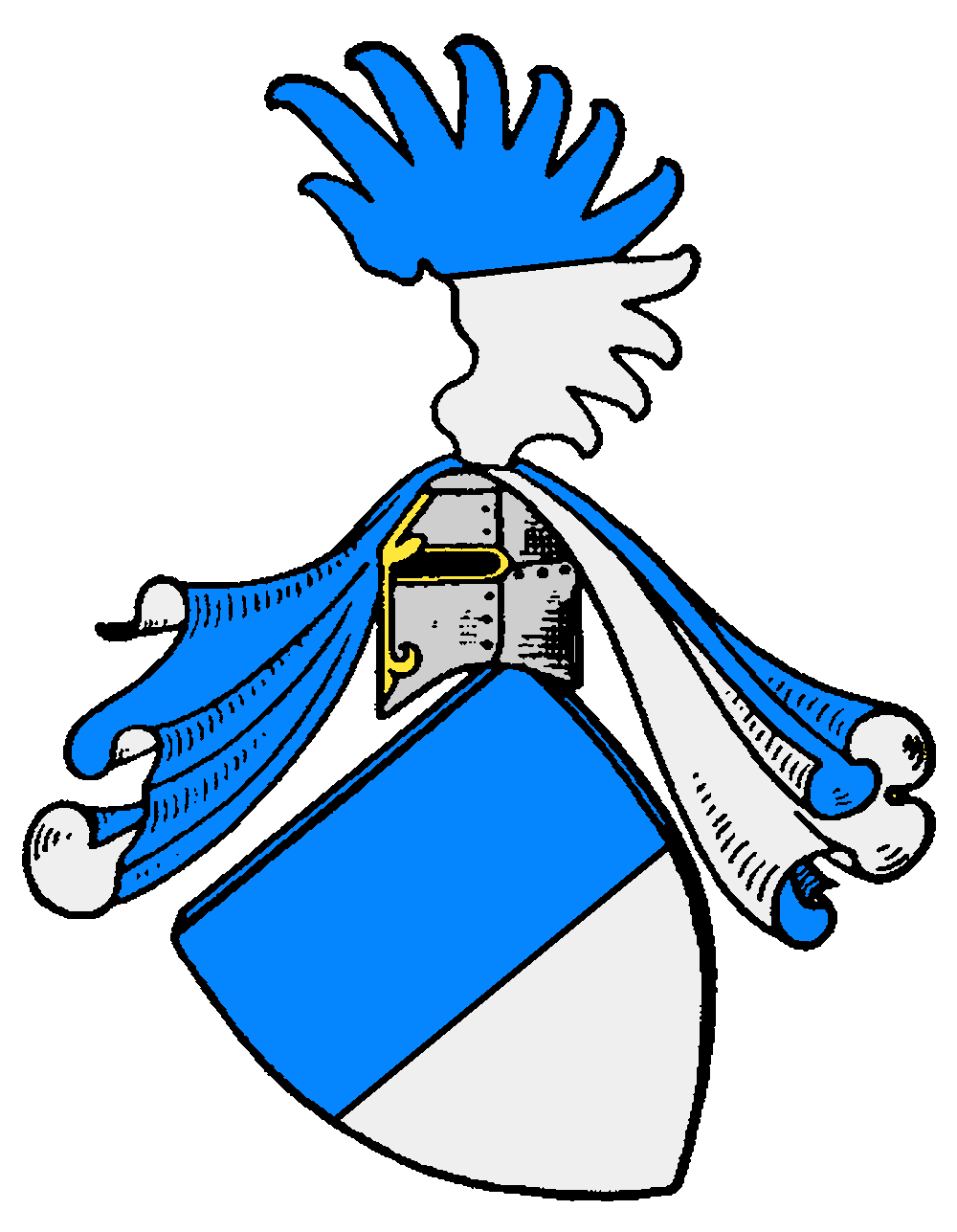
Stammwappen der Stein von Hilpoltstein

Die Herren von Stein oder de Lapide waren ein mittelalterliches fränkisches Adelsgeschlecht, das 1385 erloschen ist. 

## Geschichte
Unter den Staufern waren die Herren von Stein Reichsministeriale (um 1129–1254), danach Ministeriale unter den Wittelsbachern (bis 1385). Ihr Stammsitz war vermutlich die Burg Hilpoltstein in Mittelfranken, die nach dem letzten Herren von Stein (Hilpolt IV. von Stein) benannt ist.
Die Suche nach einem Stammgeschlecht der Burg gestaltet sich nicht einfach: Herren von Stein oder de Lapide sind nicht selten. Relativ gesichert sind die Namen Udalricus im Jahr 1139 und 1142 und Burchhardt 1159 (wahrscheinlich sein Sohn). Von einem „castellum dicto Stein“ ist im Jahr 1154 zum ersten Mal die Rede. In den Urkunden sind die Herren von Stein als Zeugen unter den Edelfreien aufgelistet, ihr weiteres Schicksal ist aber unklar. Allerdings spricht einiges dafür, dass diese Herren von Stein durchaus prominent waren: Bei Ausgrabungen stieß man auf drei kunstvolle Glasbecher aus der Zeit um 1150, die damals eigentlich nur beim Hochadel zu finden waren.
Erst 100 Jahre später ist in Urkunden auf den Reichsministerialen Heinrich von Stein zu treffen, den Stammvater der späteren Hilpoltsteiner. Ihm verdankt das Geschlecht seinen Aufstieg zu einer wichtigen lokalen Machtgröße. Heinrich unterhielt enge Beziehungen zu den staufischen Kaisern und hatte seit 1254 mit dem Nürnberger Amt des Reichsbutiglers (etwa: Reichsvogt und Verwaltungschef) eine einkömmliche Stellung inne. Der Nachfolger auf der Stammburg wurde sein Sohn Hilpolt I., die anderen Söhne hatte Heinrich durch geschickte Heiratspolitik auf den nahe gelegenen Burgen Niedersulzbürg, Haimburg und Breitenstein untergebracht. Zu den Sulzbürgern und Wolfsteinern unterhielten die Hilpoltsteiner fortan engen Kontakt und stifteten in großem Umfang für das Kloster in Seligenporten, wo ein beeindruckender Familiengrabstein von ihnen zu finden ist. Die Gründung der Städte Hilpoltstein und Freystadt geht wahrscheinlich auf sie zurück. Hilpolt III. und IV. hatten nach 1350 hohe Verwaltungsposten der Wittelsbacher Herzöge inne. Im Jahr 1385 endete die Geschichte mit dem Tod Hilpolts IV., der keine direkten Nachkommen hinterließ. 
Ihre Besitzungen gelangten an die Herzöge von Bayern-Landshut und mit dem Kölner Schiedsspruch 1505 an Herrschaft Pfalz-Neuburg, die die Burg mit Pflegern besetzten. Ihren letzten Höhepunkt hatte die Burg 1606, als Maria Dorothea, die Witwe des Herzogs Ottheinrich II., die Burg zu ihrer Residenz kürte und sie noch einmal ausbauen ließ. Nach ihrem Tod im Jahr 1639 blieb die Burg leer, der neuburgische Verwalter zog in ein Gerichtsgebäude in der Stadt (heute das Rathaus). 1793 wurde die Burg an Privatleute verkauft und fortan als Steinbruch genutzt. Seit 1972 gehört sie dem Landkreis Roth, der 1989 umfangreiche Ausgrabungen und Sicherungsmaßnahmen veranlasste. 

Stammwappen

## Wappen
Der Wappenschild ist von Blau und Silber geteilt. Den Helm mit blau-silbernen Decken ziert ein wie der Schild tingierter Flug.

## Mitglieder der Familie
- Heinrich von Stein: Dieser war Reichsbutigler (Mundschenk) zu Nürnberg und von 1254 bis 1265 für die Reichsgüter in Franken verantwortlich.
- Hilpolt III. von Stein soll bei der Wahl des Wittelsbacher Herzogs Ludwig von Oberbayern zum römisch-deutschen Kaiser (Ludwig IV.der Bayer) im Jahr 1314 eine wesentliche Rolle im Hintergrund gespielt haben, was zusätzliche Lehensvergaben durch Kaiser Ludwig IV. zu bestätigen scheinen.
- Mit Hilpolt IV. starb 1385 der letzte Vertreter des Geschlechts.